# 9619 Террігілліам
9619 Террігілліам (9619 Terrygilliam) — астероїд головного поясу, відкритий 17 березня 1993 року.
Тіссеранів параметр щодо Юпітера — 3,488.
Названо на честь Террі Гілліама (англ. Terrance Vance Gilliam, нар. 1940) — британського кінорежисера американського походження.